# بوب ديشي
بوب ديشي (بالإنجليزية: Bob Dishy)‏ مواليد 12 يناير 1934 في بروكلين، الولايات المتحدة، هو ممثل أمريكي بدأ مسيرته الفنية سنة 1967. فاز بجائزة دراما ديسك. من أعماله ذا غولدن غيرلز وأحباء وغرباء آخرون.

## روابط خارجية
- بوب ديشي على موقع IMDb (الإنجليزية)
- بوب ديشي على موقع ألو سيني (الفرنسية)
- بوب ديشي على موقع أول موفي (الإنجليزية)
- بوب ديشي على موقع قاعدة بيانات برودواي على الإنترنت (الإنجليزية)
- بوب ديشي على موقع قاعدة بيانات الأفلام السويدية (السويدية)
- بوب ديشي على موقع إن إن دي بي (الإنجليزية)
- بوب ديشي على موقع قاعدة بيانات الفيلم (الإنجليزية)
- بوب ديشي على موقع كينوبويسك (الروسية)